# Aeroportul Songkhla
Aeroportul Songkhla (IATA: SGZ, ICAO: VTSH) este un aeroport din Provincia Songkhla, Thailanda.
aeroportul dispune de o singură pistă.